# ارتقا یافته
ارتقا یافته (به انگلیسی: Upgraded) یک فیلم کمدی رمانتیک آمریکایی محصول ۲۰۲۴ به کارگردانی کارلسون یانگ با بازی کامیلا مندس، آرچی رنو، توماس کرچمان، گرگوری مونتل، لنا اولین و مریسا تومی است.
این فیلم یک بازگویی مدرن از داستان کلاسیک سیندرلا است و در ۹ فوریه ۲۰۲۴ در آمازون پرایم ویدئو منتشر شد.

## داستان
آنا، یک کارآموز هنری مشتاق است که توسط رئیس فوق‌العاده‌اش به یک سفر کاری در آخرین لحظه به لندن دعوت می‌شود و با ویلیام جذاب و ثروتمند در هواپیما ملاقات می‌کند.

## تولید
در اوت ۲۰۲۲، گزارش شد که کامیلا مندز و آرچی رنو در این فیلم که وارد تولید در بریتانیا شد، انتخاب شدند.

## بازخوردها
در متاکریتیک، که از میانگین وزنی استفاده می‌کند، بر اساس رای ۹ منتقد، امتیاز ۵۹ از ۱۰۰ را به فیلم اختصاص داد که نشان دهنده نقدهای «مختلط یا متوسط» است.